# 櫻井彰生
櫻井 彰生（さくらい あきお、1948年9月21日 - ）は、日本の映画監督。ドキュメンタリー映画の世界で活躍している。

## 出身地
- 群馬県前橋市

## 出身校
- 新島学園高等学校
- 早稲田大学第二文学部

## 略歴
- 1979年、「さよならの日々」で監督デビュー
- 1986年、産業映画ビデオコンクール教育部門賞受賞
- 1994年、国際産業映画ビデオ祭で経団連賞金賞を受賞

## 主な作品
- 「老年期痴呆のより良い看護・アメリカでの実践」
- 「あした私は・自立ホーム1300日の軌跡」
- 「複合のパイオニア」
- 「メタセコイヤの木の下で」（2005年）